# 奥林匹克购物中心站
奥林匹克购物中心站（德語：U-Bahnhof Olympia-Einkaufszentrum）是一座慕尼黑地铁1和3号线位于莫萨赫的一座车站，从此站步行也可以抵达宝马总部大厦、宝马世界和宝马博物馆。奥林匹亚购物中心站上层开通于2004年10月31日，下层开通于2007年10月28日。在2010年12月11日地铁3号线到莫萨赫北延长段开通之前，奥林匹亚购物中心站为地铁3号线的北终点站。